# Josep Maria Gort Sardà
Josep Maria Gort Sardà (Reus, 21 de febrer de 1912 - 2 d'agost de 1972) va ser un quiosquer i periodista català.
Va ser un personatge molt conegut a Reus per les seves excentricitats, pel seu humor, per la seva manera d'entendre el periodisme, lluny de qualsevol convenció de l'època, i per ser un provocador i un dinamitzador social i cultural en uns temps difícils.
El seu pare va obrir el 1916 una llibreria al carrer de Llovera, i li posà per nom «Llibreria El Sol», nom d'un diari de Madrid llavors de molta venda a Reus. Era una llibreria i també un petit basar amb varietat d'articles de papereria, perfumeria i joguets. També regentava el quiosc «El Sol», a la plaça del Rei, davant d'on ara hi ha l'edifici de "La Caixa". Josep Maria Gort, de formació autodidacta, es posà a treballar de ben jovenet amb el seu pare al quiosc i a la llibreria. A causa d'enderrocar-se la casa on tenia la botiga, es traslladà al carrer de l'Amargura, davant del Campanaret, un edifici avui desaparegut. Va començar a publicar de molt jove, sobretot en setmanaris d'humor, com La Patacada i Què penses, Anton?, i també, amb petits articles al diari Foment. Mobilitzat al començar la guerra civil, va lluitar al front d'Aragó i a la batalla de l'Ebre, i en acabar la guerra, després de passar un temps a un camp de concentració, tornà a regentar la llibreria. El 1941 va reprendre l'activitat periodística i va ser corresponsal de Deportes de València, del Diario de Barcelona, i cosa que el va fer molt conegut, de Lérida: semanario de los lunes, quan els dilluns no es publicaven altres diaris. Primer publicava en aquest periòdic comentaris esportius, però hi va anar afegint notes i comentaris més o menys críptics en clau reusenca i humorística, i amb un marcat to surrealista es dedicava a denunciar fets i actituds de l'ajuntament franquista reusenc, molt llegits i comentats a la ciutat. Publicà, en un to més seriós, articles a La Mañana, també de Lleida. Els anys 1950 i 1951 publicà a la revista esportiva El Once, dirigida per Valentí Castanys.
Va escriure i publicar diversos opuscles, alguns de caràcter humorístic, com ara La casa de los ataúdes, Neurastenia, Dramas chinos, Yo, el primer visitante del planeta Marte, i d'altres d'informació local, com El Campanaret, Un año ya pasó: 1949, La calle de Llovera, Una estampa de Reus de 1929, i un llibret de memòries de la guerra civil, però el que li donà fama va ser L'Elefant Torrat, una obra de teatre surrealista que li serví per retratar la societat del seu temps a partir de l'absurditat d'allò més quotidià, i on retratava els homenatges per foteses que muntava la gent que aleshores manava. Aquesta obra va ser representada i després publicada pòstumament amb un pròleg del poeta reusenc Xavier Amorós.
Formava part d'una colla, amb Ramon Botet, Lluís Anglès, Francesc Martí Queixalós, Francesc Sabater Lasheras i altres, que van «inventar» diversos actes d'agitació humorística, com el llançament de l'Spetek el 1957, l'any en què els soviètics van enlairar l'Sputnik, i que comportava una desfilada per la ciutat arrossegant un coet de cartó ple de pirotècnia, facècia que es repetí diversos anys consecutius amb gran concurrència de gent, o el concurs de poesia ràpida, on s'havia d'escriure un poema sobre un tema donat en mitja hora, i on el jurat també hi podia participar. El seu fill Ezequiel va escriure la seva biografia.